# Sondergericht Frankfurt am Main
Das Sondergericht Frankfurt am Main war in der Zeit des Nationalsozialismus ein Sondergericht in Frankfurt am Main.

## Geschichte
Nach der Machtergreifung der Nationalsozialisten wurde am 21. März 1933 reichsweit für jeden Oberlandesgerichtsbezirk ein Sondergericht eingerichtet, insgesamt also 26. Am Oberlandesgericht Frankfurt entstand so das Sondergericht Frankfurt am Main.
Das Sondergericht Frankfurt am Main wurde am 31. März 1933 feierlich eingerichtet. Hauptredner war Roland Freisler, der erklärte, dass die Nationalsozialistische Rechtsprechung nicht das Ziel der Objektivität, sondern das Rechtsempfinden des Volkes in den Vordergrund stellen würde. Senatspräsident Heinrich Karl Heldmann wagte zu widersprechen und erklärte, das OLG Frankfurt habe immer schon ohne Ansehen der Person Recht gesprochen und werde dies auch weiter tun. Dies erfolgte jedoch nicht.
Zwischen dem 1. April 1933 und dem 16. März 1945, dem Ende der Geschäftstätigkeit führte das Frankfurter Sondergericht 1.699 Verfahren gegen 2.204 Personen durch. Abweichend davon schreibt Joachim Arntz, dass bis zum Kriegsbeginn 816 und während des Krieges 1522 Verfahren durchgeführt wurden. Das Sondergericht Frankfurt am Main verhängte in weniger als 3 % der Fälle die Todesstrafe und blieb damit deutlich unter den entsprechenden Quoten der Sondergerichte der besetzten Ostgebiete.
Sein Sprengel entsprach dem des OLG Frankfurt beziehungsweise der preußischen Provinz Hessen-Nassau.

## Richter
Die erste Besetzung des Sondergerichts bestand aus den Richtern Rehorn als Vorsitzendem, Arthur Ungewitter als stellvertretendem Vorsitzenden und den Richtern Aßmann, Aufdermauer, Eller, Ernst Ebel, Klöppel, Luther, Quint, Sauer, Schellenberg und Todsen.
Ernst Ebel wurde später Richter am Bundesgerichtshof.